# Краевая клиническая больница № 1 имени С. В. Очаповского
Научно-исследовательский институт — Краевая Клиническая больница № 1 имени профессора С. В. Очаповского (г. Краснодар) — крупнейшее учреждение здравоохранения юга России, выполняющее более 50000 операций в год.
Больница является одним из крупнейших кардиохирургических центров России.

## История
Больница ведет свою историю с 1816 года, когда на территории Екатеринодарской казачьей крепости был открыт войсковой госпиталь. В середине XIX века медицинский персонал госпиталя состоял из главного лекаря и двух ординаторов, но уже в 1871 году в госпитале были открыты женские отделения, и он стал выполнять функции больницы. В 90-х годах XIX века Екатеринодарская войсковая больница стала многопрофильным лечебным заведением, центром лечебной помощи на Кубани. В 1920 году с установлением Советской власти на Кубани войсковая больница была преобразована в Кубано-Черноморскую областную больницу. Важный этап в её развитии — открытие 5 сентября 1920 года в Краснодаре медицинского факультета Кубанского университета, основной клинической базой которого стала больница. Отделения были преобразованы в клиники, которые возглавили профессора университета.
В 1945 году постановлением Совета Народных Комиссаров больнице присвоено имя профессора С. В. Очаповского.
С 2007 по 2013 год проводились работы по реконструкции первой очереди больницы. Согласно официальным планам, до 2023 года планируется завершить первый этап второй очереди реконструкции, в ходе которого построят два блока. В одном из них будет размещена гибридная операционная.
В настоящее время больницу возглавляет заслуженный врач РФ, главный торакальный хирург Краснодарского края, доктор медицинских наук, профессор Владимир Алексеевич Порханов.

## Структура
Коечный фонд больницы насчитывает 1209 коек.
В больнице функционируют 30 стационарных отделений, объединённых в 8 специализированных центров:
- хирургический
- нейроневрологический
- уронефрологический
- терапевтический
- травматолого-ортопедический
- ожоговый
- центр грудной хирургии
- центр анестезиологии и реанимации

## Центр грудной хирургии
Строительство кардиологического центра как самостоятельного учреждения в Краснодаре началось ещё в 1989 году, однако в 90-е годы строительство было заброшено из-за нехватки средств. Только в 2001 году администрацией Краснодарского края было решено выделить более 650 млн рублей для завершения строительства. И в 2002 году 1-й и 2-й пусковые комплексы были сданы. Первые операции в стенах Центра грудной хирургии были выполнены в декабре 2002 года. В 2004 году Центр грудной хирургии влился в состав расположенной рядом Краевой клинической больницы № 1 им. профессора С. В. Очаповского.
На сегодня по объёму и качеству оперативной деятельности Центр грудной хирургии занимает третье место в России.
С 2002 года и по настоящее время кардиохирургическую службу Центра возглавляет главный кардиохирург Южного федерального округа и Краснодарского края, профессор К. О. Барбухатти.
В настоящее время в Центре выполняется весь спектр кардиохирургических операций, включая пересадку сердца и операции при врожденных пороках сердца у детей, в том числе новорожденных.

## Адрес
350086, г. Краснодар, ул. 1 Мая, д. 167